# Dilson de Agripino
Adilson de Jesus Santos (Itabaianinha, 20 de março de 1960) é um técnico em edificações e político brasileiro. Em 2018, foi eleito deputado estadual de Sergipe pelo Partido Popular Socialista (PPS) com 18 038 votos. 
Em 2024 foi reeleito prefeito de Tobias Barreto para o 4º mandato. 